# Tetrastichus nilamburensis
Tetrastichus nilamburensis är en stekelart som beskrevs av Saraswat 1975. Tetrastichus nilamburensis ingår i släktet Tetrastichus och familjen finglanssteklar. Inga underarter finns listade i Catalogue of Life.